# Lista edytorów HTML
Lista edytorów HTML.

## EdytoryWYSIWYG
- AOLpress
- Adobe Dreamweaver
- Adobe GoLive
- Adobe PageMill
- Amaya
- ASP.NET Web Matrix
- BestAddress HTML Editor Professional
- Blockstar Website Builder
- CuteSITE Builder
- DHE Editor
- Websmartz Flash Website Builder
- HTML TableFactory
- Homestead SiteBuilder
- Matizha Sublime
- Microsoft FrontPage
- Microsoft Office SharePoint Designer
- Microsoft Visual Studio
- Mozilla Composer
- Namo WebEditor
- NetObjects Fusion
- Netscape Composer
- Nvu
- Pajączek NxG
- Quanta Plus
- SeaMonkey Composer
- Siteaid
- Softpress Freeway
- Trellix Web
- WebHat Editor

## Edytory tekstowe
- 1st Page 2000
- AceHTML
- Alleycode HTML Editor
- Arachnophilia
- Araneae
- BBEdit
- BDV Notepad
- Bluefish
- CuteHTML
- EditPlus
- E-Net
- ezHTML
- EZpad
- HateML Pro
- HotHTML
- HTML Kit
- HTML Studio
- HTMLPad
- jEdit
- kED
- LiquidFX
- Macromedia HomeSite
- Netpadd
- Notepad++
- NoteTab
- Pajączek NxG
- Professional Notepad
- PSPad
- Quanta Plus
- SCREEM
- SuperHTML
- Taco HTML Edit
- TopStyle
- tsWebEditor
- WeBuilder 2005
- WhizNote
- WebSite Pro

## Procesory tekstu
- 602PC SUITE: 602Text
- AbiWord
- AppleWorks
- Microsoft Word
- OpenOffice.org Writer

## Internetowe edytory
- Online website content builder